# 廁一
廁一（天兔座α，縮寫為Alpha Lep、α Lep），英文名稱為Arneb，是在天兔座最亮的恆星。
「天兔座α」是這顆恆星以拜耳命名法的名稱，傳統的名字「Arneb」，源自阿拉伯文的أرنب ’arnab 'hare'（'Lepus'是拉丁文的兔屬）。在2016年，國際天文學聯合會組織下的IAU恆星名稱工作組（WGSN）對恆星的名稱進行編目和標準化。WGSN在2016年7月的第一份公報批准的前兩批恆星名稱表中，就包括這顆恆星的名字Arneb。
在漢語，廁的意思就是廁所，是由廁一（天兔座α）、廁二（天兔座β）、廁三（天兔座γ）和廁四（天兔座δ）四顆星組成的星官；廁一是這個星官中的第一顆星。
這是一顆巨大的恆星，質量大約是14倍太陽質量。以干涉儀測量該恆星的角直徑，在修正周邊昏暗後，是1.77 ± 0.09 mas 。在估計距離是2,218光年（680秒差距）時，它的實際大小約為129倍太陽半徑。廁一的光譜類型為F0Ib，Ib是它的亮度等級，表示它是一顆低亮度的超巨星。自1943年以來，這顆恆星的光譜一直是對其他恆星進行分類的穩定錨點之一。它外面包層的有效溫度約為6,850K，使這顆恆星呈現黃白色，這是F型恆星的典型。估計它的年齡是1,300萬年。
廁一是一顆垂死的老年恆星，可能已經歷了超巨星階段，現在在恆星演化的後期收縮和升溫階段，但也可能仍在擴展到超巨星的階段。根據它的質量估計，預期它將在一次超新星的壯觀爆炸中結束生命。然而，預計還要再過數百萬年才會出現這種狀況。

## 軍事上的Arneb
USS Arneb (AKA-56)是美國海軍的一艘船隻。